# (100649) 1997 WF4
(100649) 1997 WF4 es un asteroide perteneciente al cinturón de asteroides, descubierto el 20 de noviembre de 1997 por el equipo del Spacewatch desde el Observatorio Nacional de Kitt Peak, Arizona, Estados Unidos.

## Designación y nombre
Designado provisionalmente como 1997 WF4.

## Características orbitales
1997 WF4 está situado a una distancia media del Sol de 2,648 ua, pudiendo alejarse hasta 2,865 ua y acercarse hasta 2,431 ua. Su excentricidad es 0,081 y la inclinación orbital 2,129 grados. Emplea 1574,66 días en completar una órbita alrededor del Sol.
El próximo acercamiento a la órbita terrestre se producirá el 28 de noviembre de 2093.

## Características físicas
La magnitud absoluta de 1997 WF4 es 16,7.